# کوزه‌شیپوری طوطی
کوزه‌شیپوری طوطی (نام علمی: Sarracenia psittacina)، یک گیاه گوشت‌خوار از سرده کوزه‌شیپوری‌ها است. مانند همه کوزه‌شیپوری‌ها، بومی آمریکای شمالی، در جنوب شرقی ایالات متحده است.
کوزه‌شیپوری طوطی از همان سازوکار به‌دام انداختن کوزه‌کبری کالیفرنیا استفاده می‌کند. یک ورودی کوچک در دهانه پارچ که با شهد ترشح شده توسط گیاه آغشته شده و طعمه در حال جستجوی را اغوا می‌کند.
طعمه توسط نوری که از طریق خروجی‌های کاذب (یا پنجره‌ها) می‌تابد، گیج شده و به سمت ناحیه روشن‌تر به داخل پارچ می‌خزد. موهای متقاطع رو به پایین به‌طور متراکم داخل پارچ را می‌پوشانند و طعمه را بیشتر به داخل پارچ می‌کشانند تا جایی که مایع دارای آنزیم‌های گوارشی مانند پروتئازها وجود دارد.
پارچ‌های کوزه‌شیپوری طوطی معمولا افقی است و به‌طور مکرر در زیستگاه بومی خود در آب غوطه‌ور می‌شود و برای نمونه، بندپایان و قورباغه‌ها را در حالی که در زیر آب هستند، می‌گیرد.

## آرایه زیرگونه
- کوزه‌شیپوری طوطی شکل ناجوربرگ جی. و جی اینسورد (۱۹۹۶)
- کوزه‌شیپوری طوطی جوره مینور هوک (۱۸۳۴)

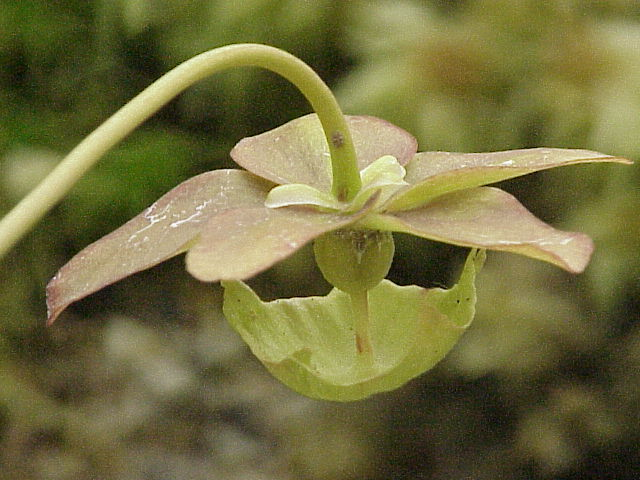
گل کوزه‌شیپوری طوطی
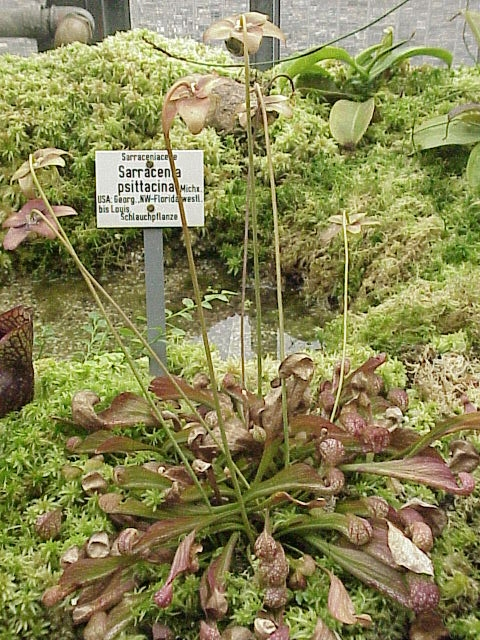
کوزه‌شیپوری طوطی
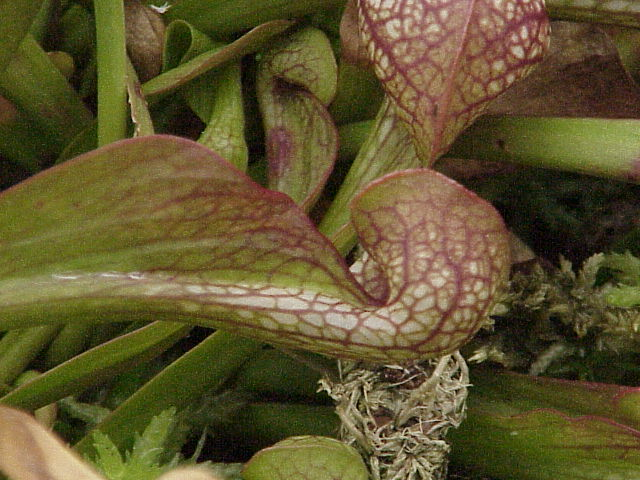
کوزه‌شیپوری طوطی
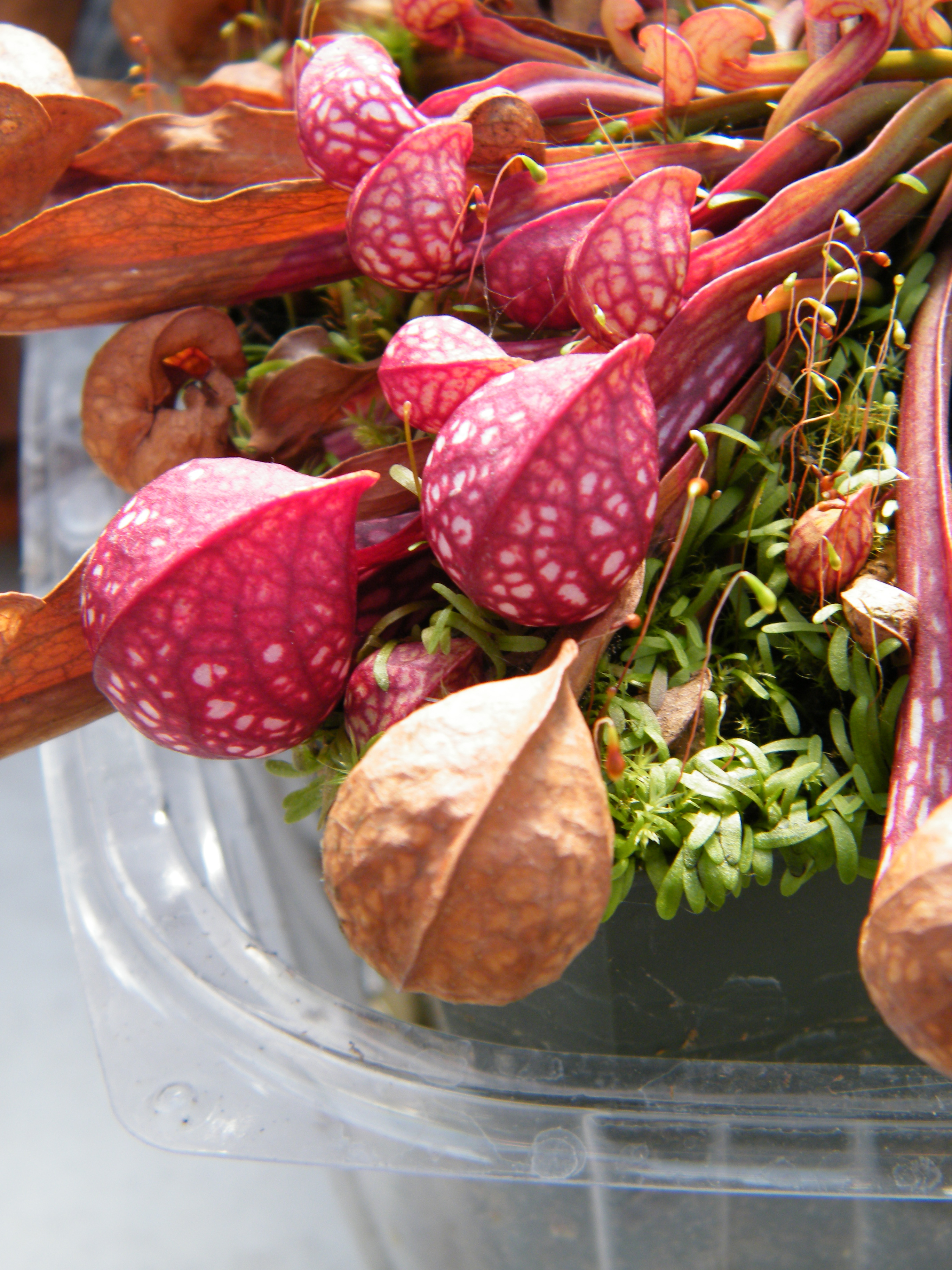
لکه‌های سفید روی پارچ‌های کوزه‌شیپوری طوطی، باعت گیج شدن طعمه می‌شوند.